# Basilica minore del Santissimo Rosario
La basilica collegiata del Santissimo Rosario (nota anche come chiesa matrice o duomo) è un luogo di culto cattolico situato a Francavilla Fontana, comune italiano della provincia di Brindisi in Puglia. È la più grande chiesa della diocesi di Oria, di cui fa parte e presenta la più alta cupola del Salento, con un diametro di 13 metri.
L'edificio attuale è il frutto della ricostruzione avvenuta nel 1743, dopo che un terremoto aveva distrutto gran parte della chiesa costruita nel XIV secolo su volere di Filippo I d'Angiò.

## Storia

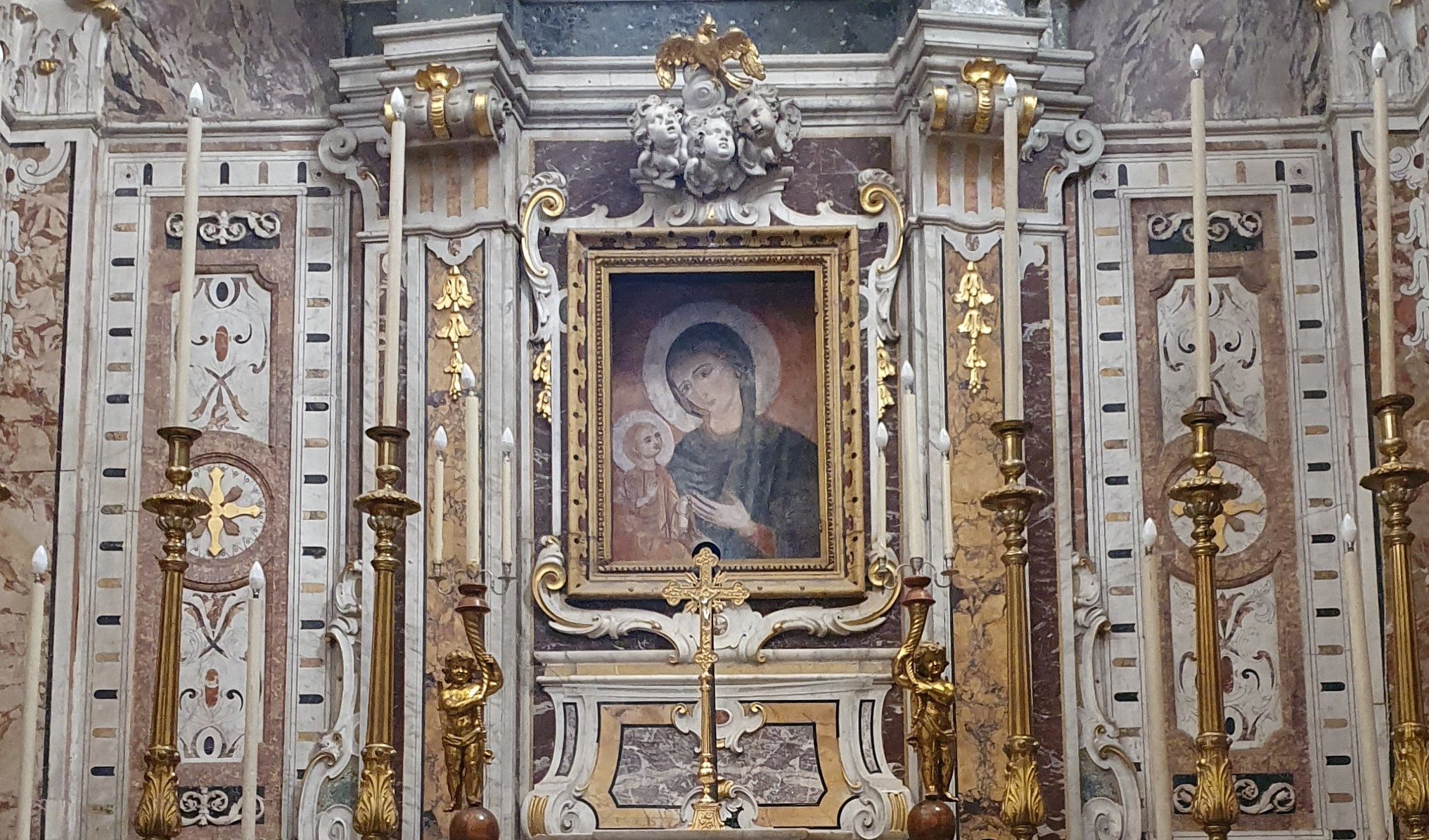
Icona bizantina della Madonna col Bambino

### La prima costruzione
L'origine della Chiesa, secondo la tradizione, è legata al ritrovamento, vicino ad una fonte nei pressi del Casale di San Salvatore, di un'icona bizantina raffigurante l'immagine della Madonna, avvenuto il 14 settembre 1310 da parte del principe di Taranto Filippo I d'Angiò.. Subito dopo la scoperta della sacra immagine, il principe ordinò che intorno a quel luogo si costruisse una chiesa nella quale sarebbe stata conservata l'icona.
Tuttavia, tra i vari storici locali che parlano dell'origine della chiesa, Cesare Teofilato affermò che già intorno al 1300 vi era in quel luogo una chiesa dedicata a Santa Maria di Francavilla, che doveva essere di rito greco e con funzione parrocchiale distinta dalle altre parrocchie del territorio. Sosteneva inoltre che i riti battesimali avvenivano in modo immersivo, come attestato dal fonte per il battesimo dei fanciulli collocato nell'atrio del Castello Imperiali.

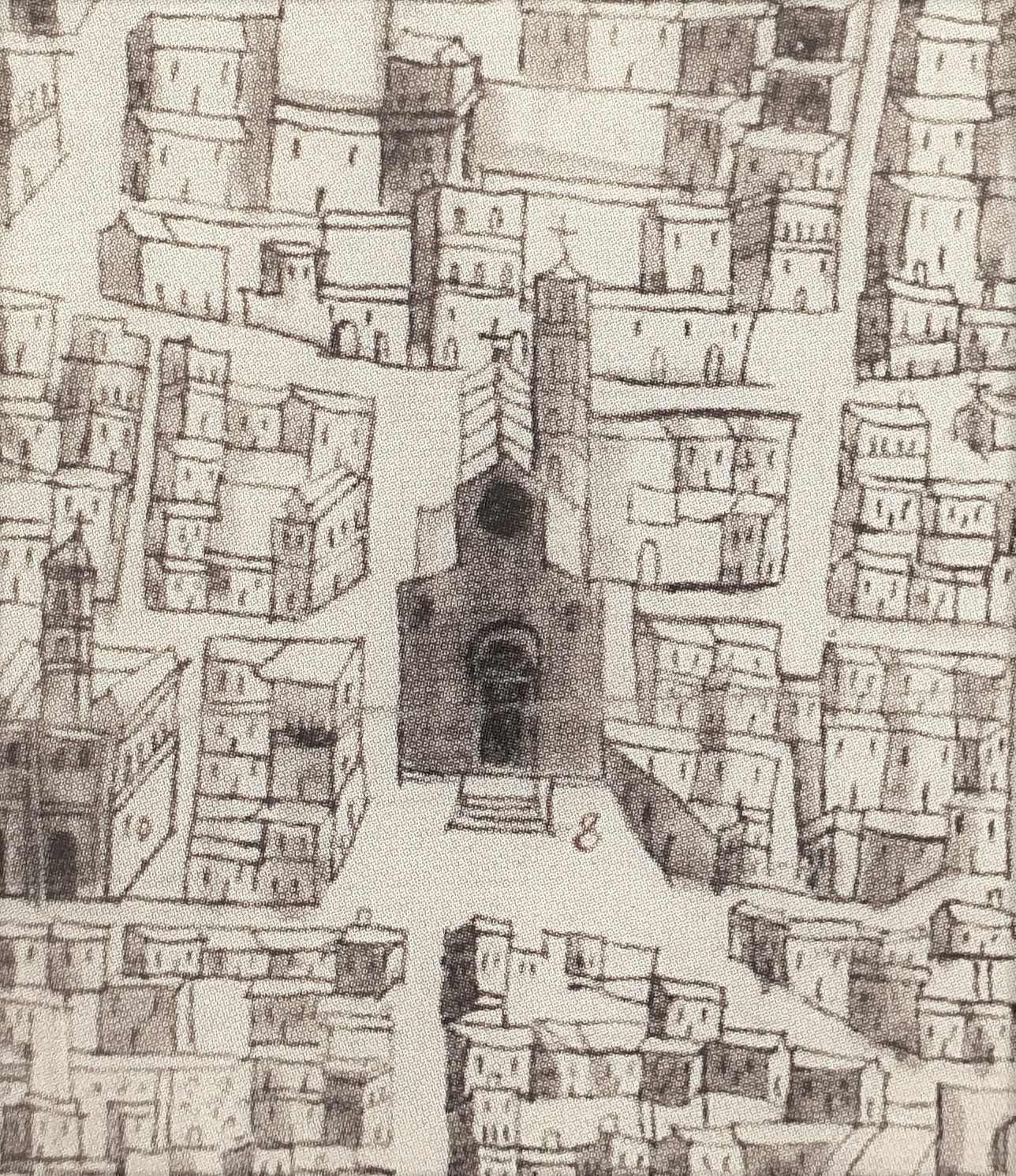
Disegno del 1643, raffigurante la chiesa di origine angioina

Verso il 1510 la chiesa fu allargata e a quei tempi la porta maggiore si trovava tra le attuali nicchie di San Lorenzo e di San Giuseppe e si protendeva fino all'altare di Sant'Anna, dove, circondata da un cancello, si conservava il muro sul quale si trovava il dipinto. Solo nel 1552 Domenico di Brindisi e Stefano Salinaro ottennero l'incarico di costruire una cappella che ospitasse l'icona mariana, ornata con varie sculture e chiusa da una cancellata in ferro.
Altri miglioramenti furono fatti nel 1560 e così il nuovo edificio fu consacrato il 24 febbraio 1572 da monsignor Figuerroa, vescovo di Brindisi e di Oria.
Nel 1613 fu costruita una nuova cappella dove inserire l'icona, che fino ad allora era stata su un altare di legno, cinto da cancelli in ferro; altri miglioramenti furono praticati nel 1615.

### La ricostruzione dopo il terremoto

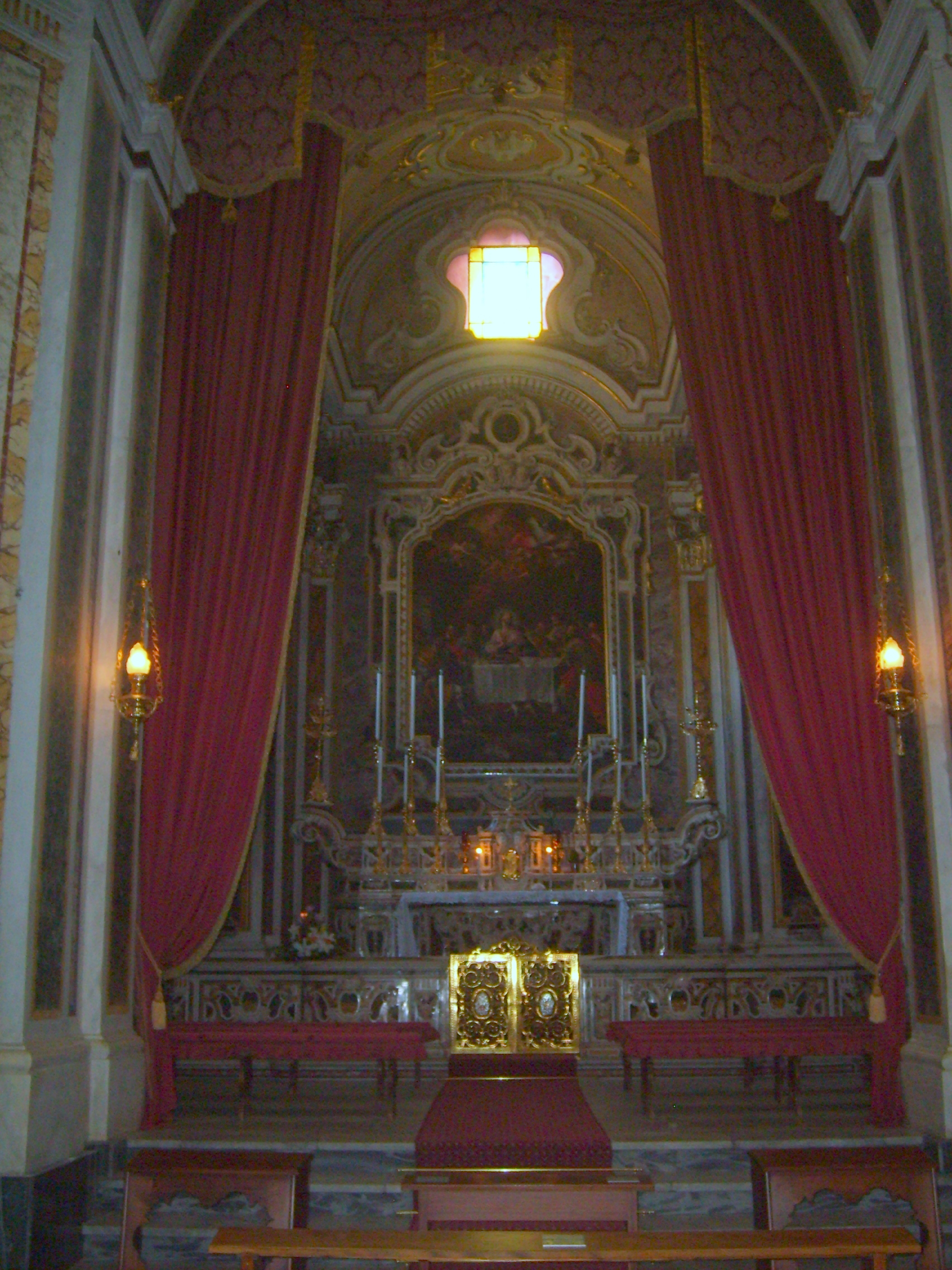
Cappellone del Santissimo Sacramento

Il terremoto del 1743 danneggiò gravemente la struttura, e così, anziché ripararla si preferì ricostruirla. Alle spese per la sua ricostruzione partecipò l'intera popolazione: dal principe, che offrì più della metà della somma occorrente, all'Università (gli ufficiali rinunciarono al loro stipendio), al Capitolo della collegiata, al popolo con le sue elemosine.
Per risolvere i problemi riguardanti la costruzione della chiesa, fu nominata un'apposita commissione, che sovrintese ai lavori, durati dal 1743 al 1759, e che, con l'aiuto dell'architetto Mauro Manieri e del principe Michele Imperiali, scelse, tra tutti quelli presentati, un progetto venuto da Roma.
Il cantiere fu diretto per un anno da Mauro Manieri e, dopo la sua morte, da fra' Benedetto delle Scuole Pie e da Giuseppe di Lauro di Manduria.
Il 15 agosto 1743 Michele Imperiali e sua moglie posarono la prima pietra della nuova chiesa madre. Come gesto simbolico, nel mattone fu incastrata una cassetta di piombo contenente una moneta raffigurante Benedetto XII, una medaglia della Madonna della Fontana ed un vaso d'olio.
Nel 1759 la nuova chiesa, pur non essendo del tutto completata, fu inaugurata (lo testimonia anche una lapide posta sulla parete destra del presbiterio).
Nel 1764 il Capitolo presentò all'Università la richiesta del materiale avanzato dalla costruzione della chiesa per utilizzarlo in una nuova sacrestia e per il campanile. Nonostante il consenso dell'Università, i progetti non furono realizzati in tempo breve: dal 1778 al 1784 fu costruita la sacrestia, mentre il campanile fu iniziato solo nel 1791 (a spese dell'Università, non del Capitolo), seguendo il progetto originale del Manieri, e non fu mai completato, se non in anni recenti, nella parte terminale.
Una volta terminato l'edificio, sorse una lite tra il Capitolo e l'Università perché entrambi rivendicavano lo "ius patronatus". Nel 1792, a seguito di una riunione tra l'allora vescovo di Oria, il sindaco e i deputati del Capitolo, l'Università decise di provvedere solo ai bisogni materiali, rinunciando ai problemi spirituali.
Nel 1842 la chiesa fu riconfermata Collegiata.
Nel 1864, a causa di un altro terremoto che ne aveva danneggiato il lato sinistro, la chiesa ebbe bisogno di un'opera di consolidamento consistente nella costruzione di cinque barbacani, due agli archi delle cappelle del Battistero e dell'Addolorata ed uno all'estremità del cappellone del Santissimo Sacramento.
Per alcuni anni la chiesa è stata in fase di restauro conservativo completo (cupola, facciata, esterni ed interni). I lavori sono poi terminati nel 2012.
L'8 aprile 2012 la chiesa è stata proclamata Basilica minore grazie alla preziosa collaborazione di Vincenzo Pisanello, vescovo della diocesi di Oria, su benevolenza di Papa Benedetto XVI. E innalzata ufficialmente il giorno 7 ottobre 2012, proprio in occasione della festa della Madonna del Rosario titolare della Basilica, in una celebrazione presieduta dal vescovo di Oria.
Nello stesso anno, mese di settembre sono state aggiunte delle modifiche all'esterno e all'interno della Basilica: l'ambone in marmo e gli stemmi pontifici e Diocesano. Dal 26 ottobre 2020 la Basilica è stata chiusa per il prosieguo dei lavori interni, più precisamente l'interno della cupola, con una modifica dell'impianto elettrico al suo interno e un notevole restauro al suo interno, e il restauro del transetto della maestosa Chiesa.
Il 16 maggio 2021 con una Celebrazione Eucaristica presieduta dal Vescovo Diocesano è stata riaperta al culto

## Descrizione

### La chiesa angioina

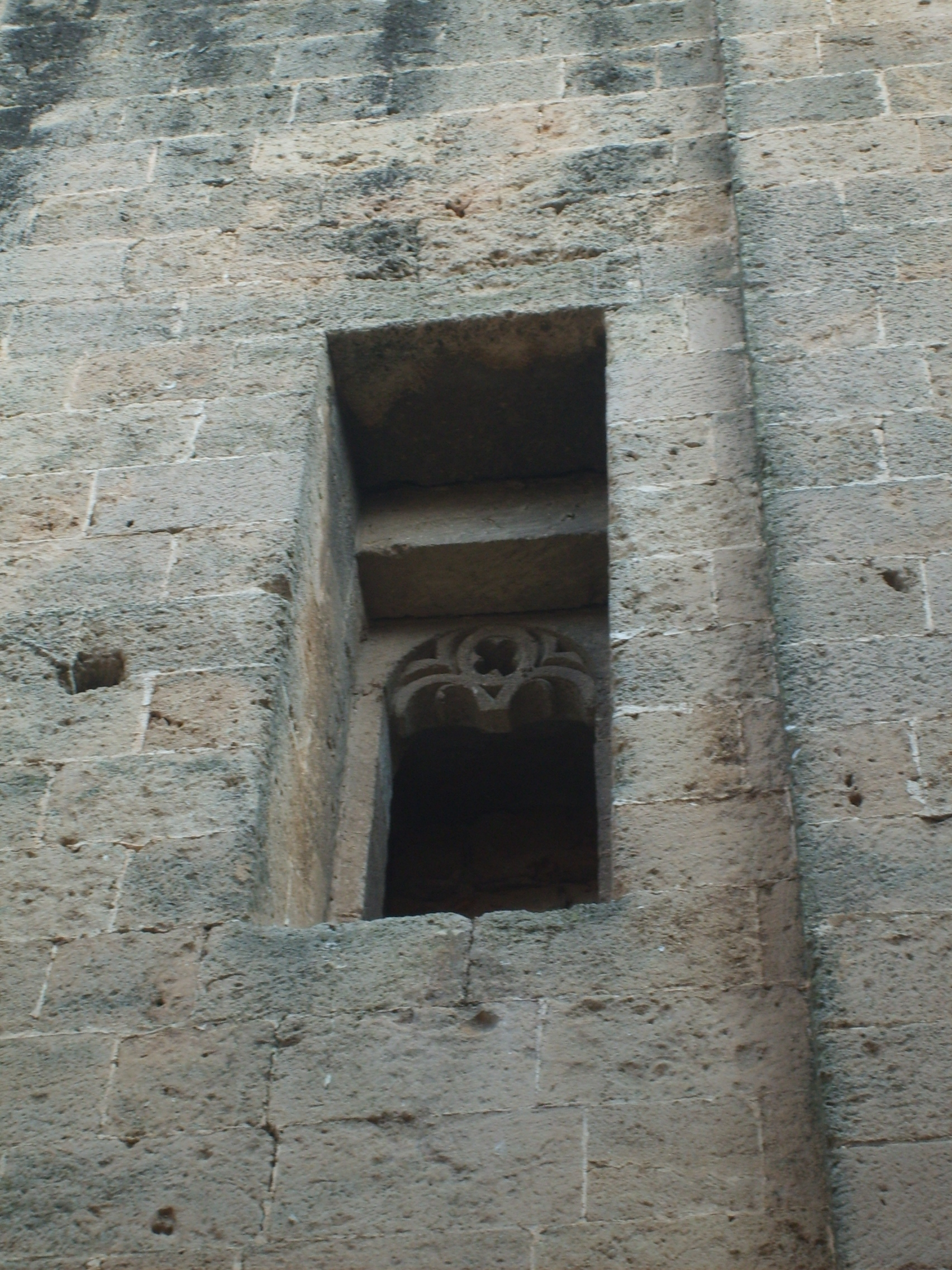
Una delle due monofore superstiti della chiesa medioevale

Sull'aspetto della chiesa angioina vi sono delle discordanze: secondo la carta geografica della città risalente al 1643 e disegnata dallo scultore Carlo Francesco Centonze di Francavilla, l'edificio aveva l'aspetto di una chiesa romanica; secondo invece la carta geografica dell'abate Giovan Battista Pacichelli (contenuta nell'opera Il Regno di Napoli in prospettiva) la chiesa aveva una severa ed elegante architettura gotica.
La facciata, nonostante i vari restauri subiti nel corso degli anni, conservava ancora un grande rosone sovrastante la porta d'ingresso, le bifore dei muri laterali ed il campanile torreggiante, che terminava con quattro cuspidi slanciate. L'antica chiesa, risalente al periodo 1310-20, aveva inizialmente nove altari, quattro a destra e quattro a sinistra rispetto all'altare maggiore, dedicato alla Madonna della Fontana, dietro al quale si trovava la grotta, cinta di grate di ferro, dove fu collocato l'affresco bizantino scoperto dal principe di Taranto. Le cappelle laterali, secondo gli antichi documenti, erano, partendo da destra: quella del Venerabile, in cui era posto un tabernacolo del Santissimo Sacramento in cristallo, di San Pietro Apostolo, di San Cataldo, e della Santa Croce di Gerusalemme, in cui si venerava una grande reliquia che racchiudeva un frammento della croce di Cristo. Da sinistra, invece, si trovavano l'altare di Sant'Antonio Abate, quello di San Francesco da Paola, della Madonna delle Grazie e di Sant'Andrea.

### La chiesa settecentesca

#### Architettura esterna

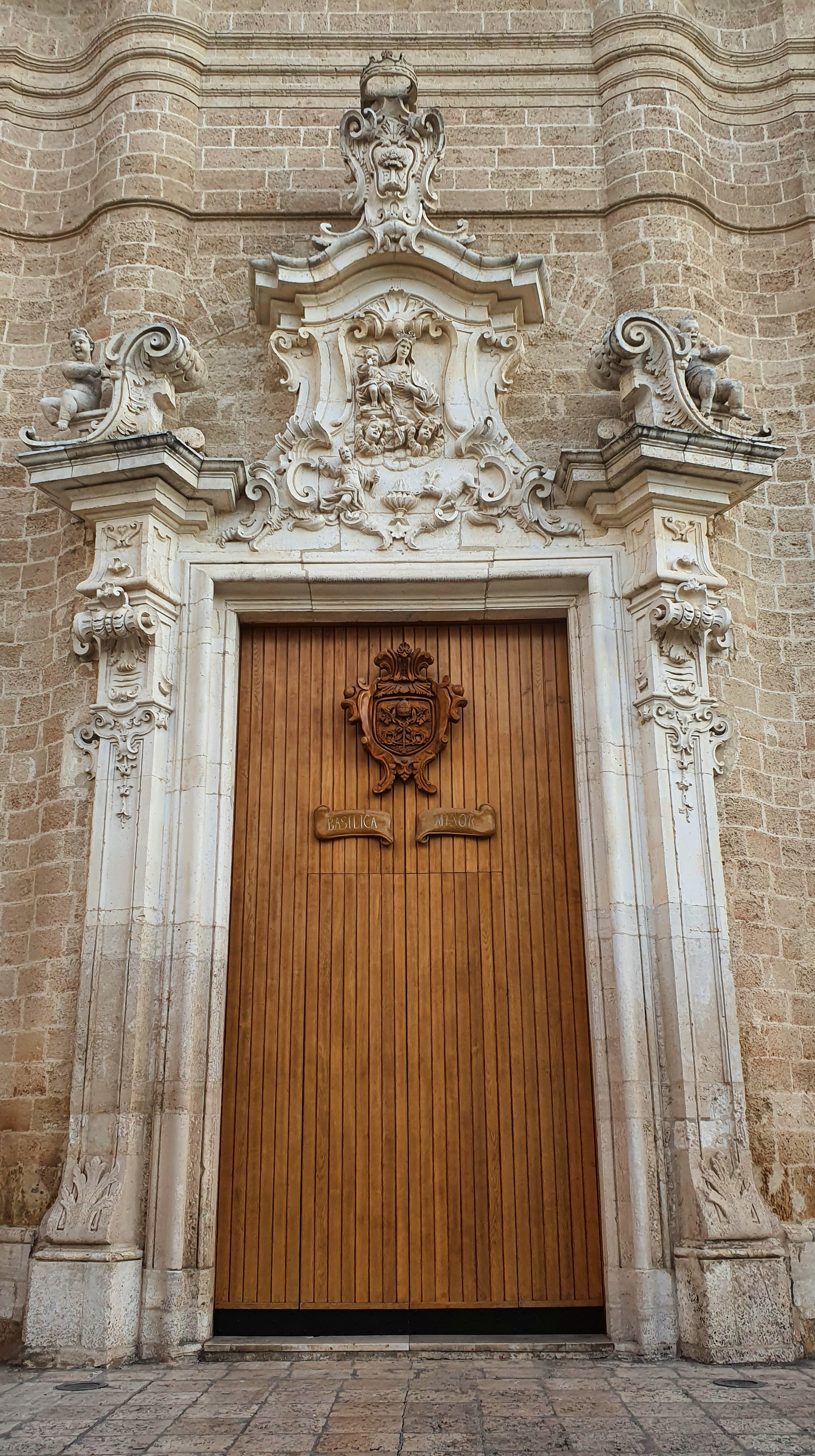
Portale centrale della Basilica

Sotto alcuni aspetti la struttura della facciata è simile alle chiese del Gesù e di Sant'Ignazio, entrambe situate a Roma. Il movimento delle lesene, abbinate con capitelli corinzi, crea un effetto "plastico-pittorico", conferendo alla facciata un andamento ondulatorio. In generale, il disegno della facciata mostra numerose affinità con i vari progetti eseguiti da Vignola, Borromini e Barigioni, rendendola più simile alle chiese barocche romane rispetto alle chiese dei centri vicini, influenzate invece in maniera più netta dal barocco leccese.
All'interno si accede tramite tre porte: le due laterali, sovrastate da timpani mistilinei, hanno una linea semplice, orlata da tondini, alle quali sono congiunti con una voluta arricciata. Il portale centrale ha una struttura più complessa e ricca di elementi ornamentali: è racchiuso da semipilastri incorporati alla parete, ornati con foglie d'acanto. La fronte dei pilastri è occupata da delicati encarpi che proseguono anche sulle pareti laterali e sulla sezione della trabeazione. Queste sorreggono cornici listate e aggettanti, sulle quali si adagiano due grandi volute, che a loro volta sostengono due putti, disposti obliquamente in modo da sottolineare il movimento delle volute. Nella lunetta, ricavata da un timpano spezzato, sulla cui parte centrale poggia uno scudo raffigurante lo stemma civico, si inserisce, pure, in un groviglio di elementi decorativi, l'immagine della Madonna della Fontana.
Questa concentrazione di elementi contribuisce a dare maggiore slancio verticale al corpo centrale.
Termina l'ordine inferiore una trabeazione vuota, che si conclude con una cornice aggettante, ornata da dentellatura, che con il motivo a greca accentua le spartizioni orizzontali senza sacrificare quelle verticali.
Su un basamento, che riprende simmetricamente l'ordine inferiore, si imposta quello superiore, ripartito in tre campi dalle solite lesene ornate da capitelli compositi di richiamo borrominiano.

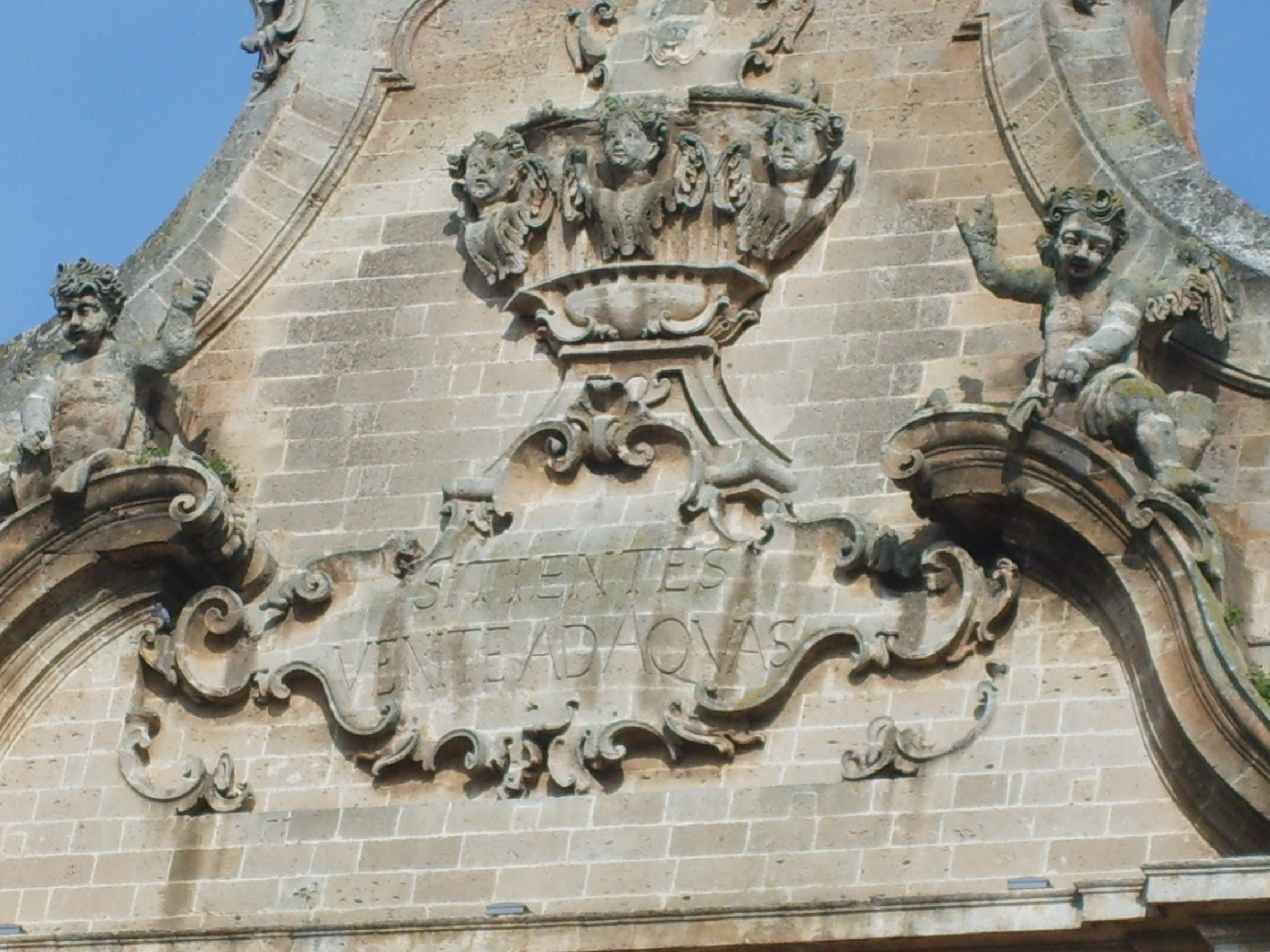
Cartiglio sulla facciata

Ai lati estremi, poste su basamenti accanto alle volute che uniscono i due ordini, ci sono le statue degli apostoli Pietro e Paolo. Sulla facciata è presente, inoltre, un'altra trabeazione che delimita il secondo ordine e che ospita un cartiglio sul quale spicca il motto:
Tutta la facciata, per il suo continuo richiamo ai canoni culturali romani, segnerà un momento decisivo nella svolta della tradizione architettonica salentina, influenzando in modo evidente le cattedrali di Oria e Martina Franca.

#### La cupola

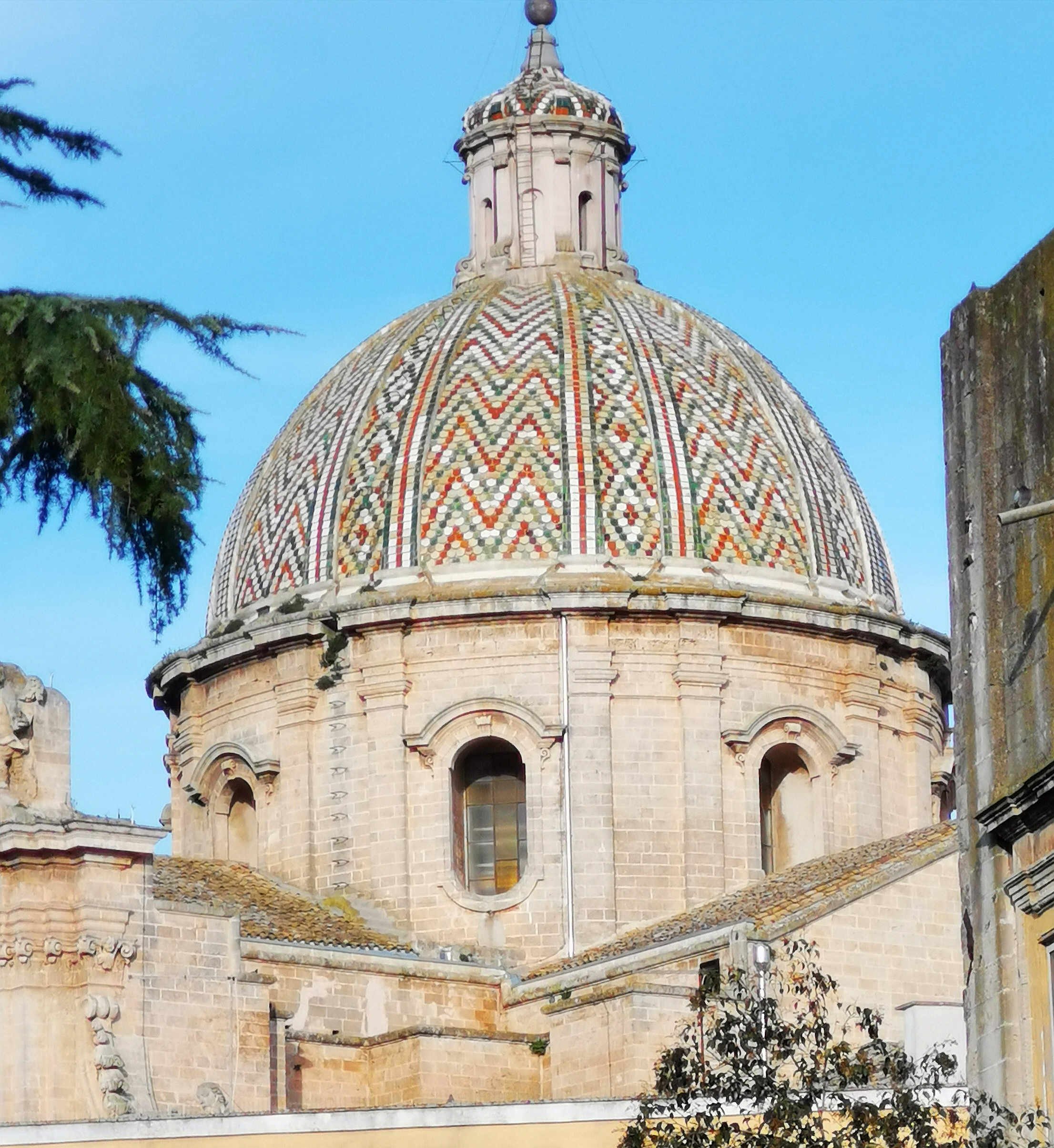
Vista della cupola

La cupola è la più alta del Salento, e termina con una lanterna slanciata. È rivestita all'esterno con mattonelle policrome di maiolica, riprendendo la tecnica decorativa napoletana. A base circolare, è posta su un alto tamburo scandito da doppie lesene, dove si affacciano otto finestroni.
All'interno del tamburo motivi decorativi accentuano le linee architettoniche. Nel 2006 ha subito un restauro conservativo e di consolidamento statico.

#### Architettura interna

Pianta interna della collegiata

La chiesa ha un impianto centrale a cupola, a tre navate e con una pianta a croce greca prolungata nell'abside.
Questo modello strutturale è da considerarsi un esempio raro nelle chiese salentine del Seicento e Settecento, quasi tutte impostate a croce latina.
Quattro grossi piloni, costituiti da paraste appaiate, alleggeriscono la massa, delimitano le cappelle laterali della navata centrale e sostengono archi e pennacchi che impostano la cupola. La stessa disposizione dei pilastri, arcati a tutto sesto, isolando le cappelle nelle navate laterali, evidenzia l'apparato centrale.

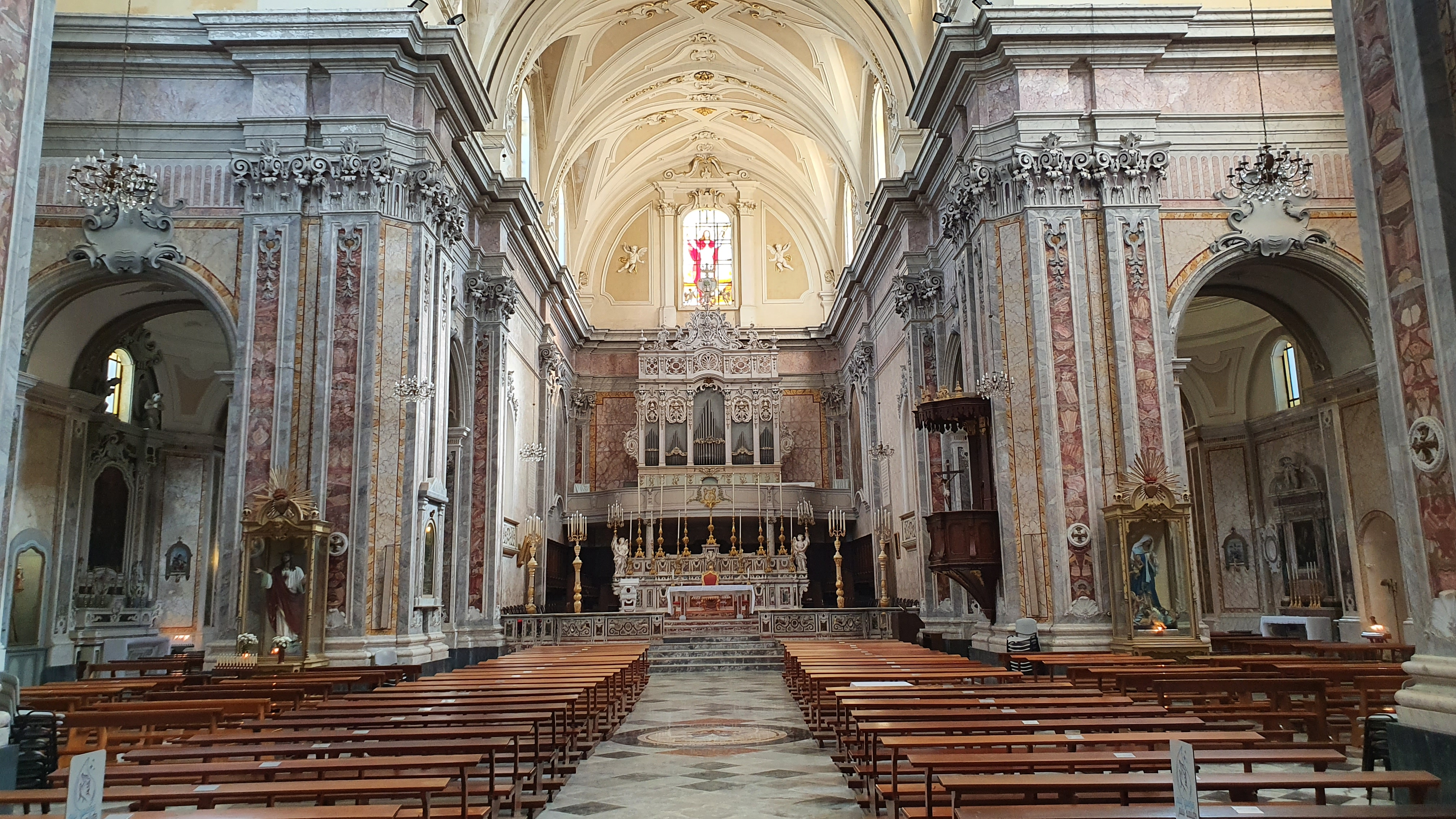
Navata centrale

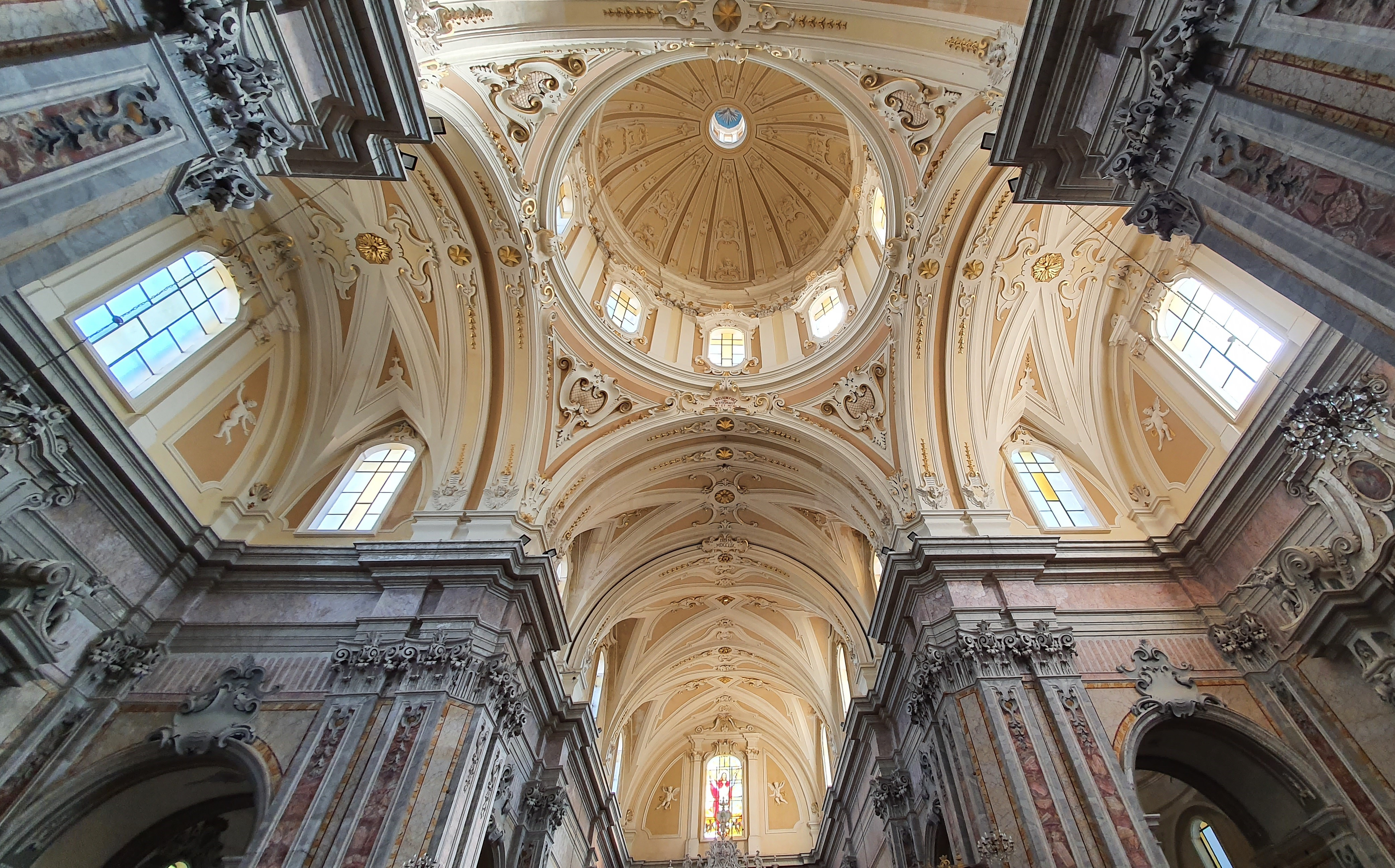
Transetto e cupola

Le due cappelle laterali, poste dopo l'entrata e dedicate a San Giuseppe e alle Anime Purganti (quella di destra) e a San Rocco (quella di sinistra), sono allargate con zone ad abside, nelle quali sono disposti rispettivamente l'altare di San Giuseppe e il fonte battesimale, realizzato nel 1864.
Le cappelle di Sant'Anna (trasferita dal Castello nel 1910) e dell'Addolorata hanno la stessa forma delle precedenti e terminano con l'ingresso alle cappelle della Madonna della Fontana e del Santissimo Sacramento, alzate di tre gradini rispetto alle navate laterali. Hanno pianta rettangolare con l'altare scostato dalla parete, sulla quale, nella cappella della Fontana, è stata inserita l'antica icona della Vergine con il Bambino.

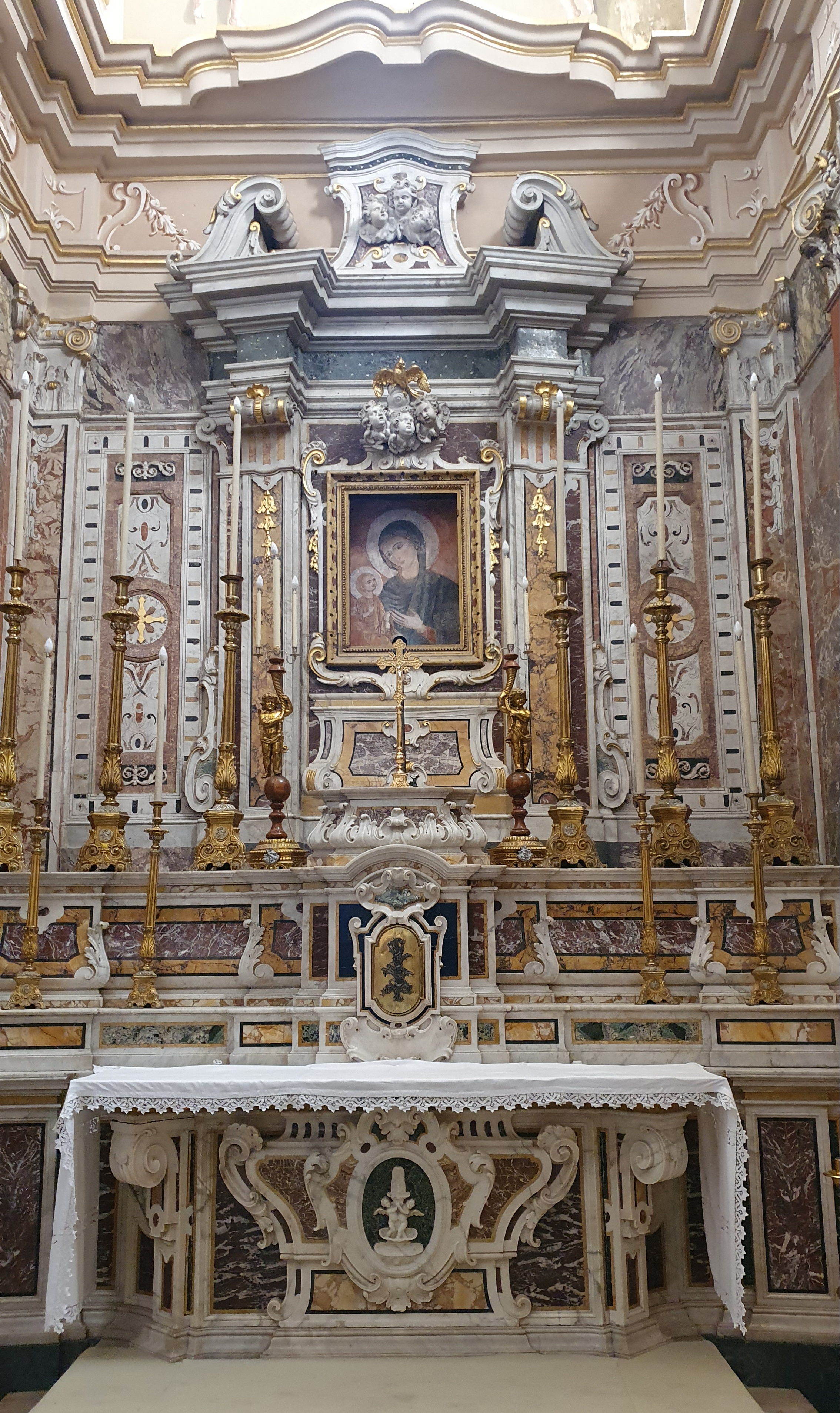
Altare della Madonna della Fontana

L'altare della Madonna fu commissionato nel 1773 al maestro marmorario napoletano Domenico Tucci (già artefice nel 1771 del prospetto di marmo nel cappellone di San Cataldo) al quale era stato offerto un compenso di 1140 ducati.
Il modello dell'altare sia in marmo che in materiali meno pregiati sarà riproposto in molte altre chiese.
L'altare maggiore (decorato ai lati da due angeli con cornucopia), invece, assieme alla balaustra in marmo, proviene dalla vecchia chiesa di San Francesco d'Assisi, posta sul luogo dove oggi si erge la chiesa dedicata a Sant'Alfonso Maria de' Liguori. Dietro l'altare sono posti il coro ligneo e l'organo, quest'ultimo collocato su un soppalco retto da colonne e risalente al XX secolo.

##### La sala capitolare
Nella sala capitolare è posto un altro coro in legno. Sempre in questa sala, inoltre, vi è un pregevole armadio, sempre in legno, intarsiato negli stalli, realizzato assieme al bancone posto al centro della sala dall'ebanista Giuseppe Formosi. L'armadio è decorato sulla cimasa da cinque ovaletti dipinti nel 1796 dalla pittrice Forleo-Brayda, raffiguranti il Battesimo di Cristo, la Decollazione di San Giacomo Maggiore, l'Apostolo Pietro liberato dal carcere, il Cuore di Gesù ed il Ritrovamento di Maria Santissima della Fontana.
Al di sopra dell'armadio sono posti quadri raffiguranti i Sette Sacramenti, la grande tela della Madonna del Rosario (di Domenico Carella), i ritratti del cardinale Giuseppe Renato Imperiali, del nipote cardinale Francesco Spinelli, di San Carlo Borromeo e due ovali di Sant'Irene e dell'Immacolata.
Nell'antisacrestia, invece, è posta un'altra pregevole tela raffigurante la Madonna del Rosario, di autore ignoto.

### Decorazioni interne

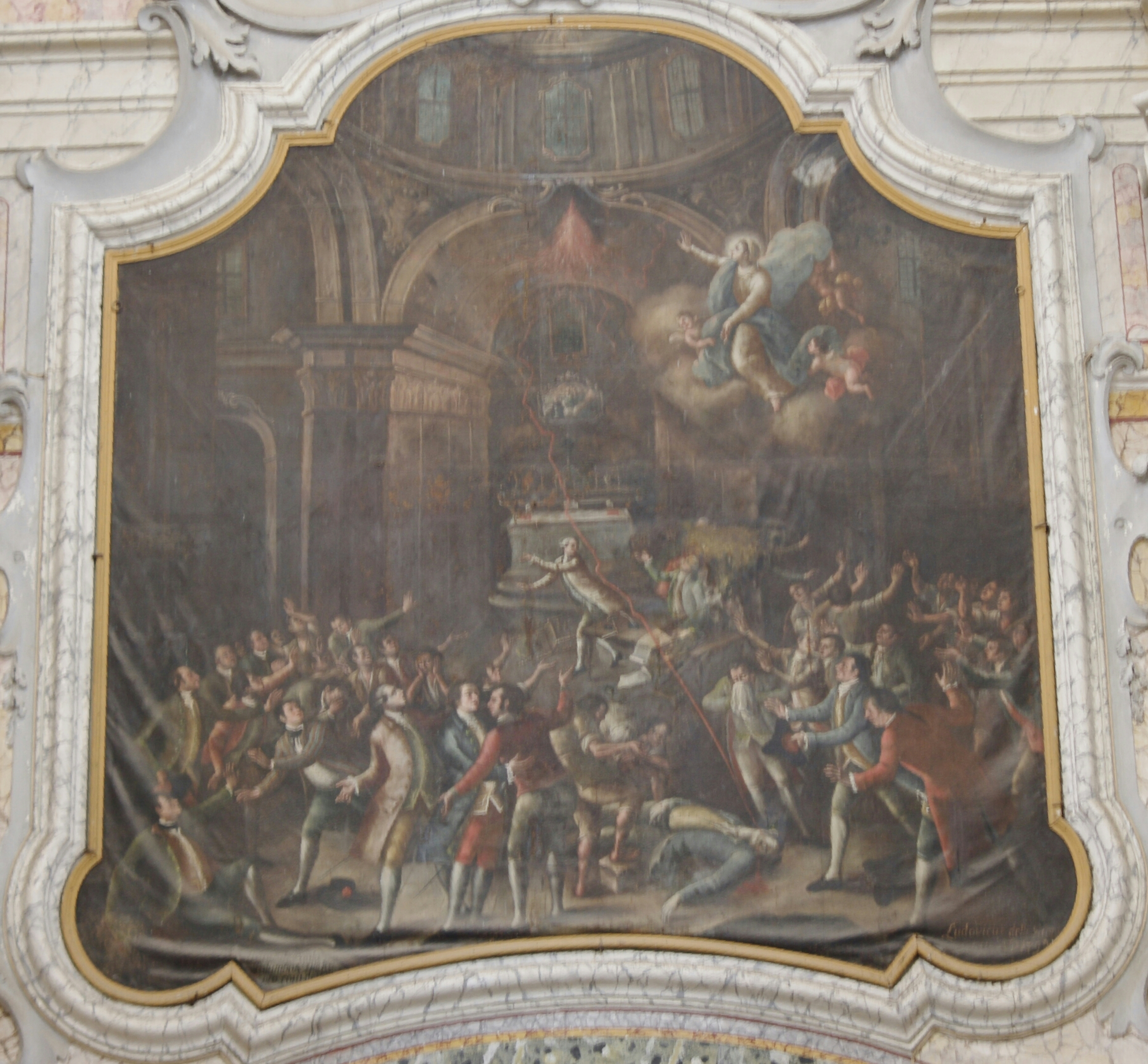
La caduta del fulmine, di Ludovico Delli Guanti

La decorazione interna della nuova chiesa fu eseguita utilizzando stucchi, cartigli srotolati da angeli, volute arricciate, successivamente appesantiti da colorature e dorature per una distorta accezione del gusto barocco.
Più modesto è il contributo della decorazione pittorica, affidata a Domenico Carella, Ludovico Delli Guanti, artisti di cultura solimenesca ed alla pittrice Francesca Forleo-Brayda.
Per quanto riguarda i dipinti, quelli della vecchia chiesa erano stati gravemente danneggiati e, al contrario di altri oggetti, non si poté reinserirli agli altari; sono comunque presenti numerose tele, statue e oggetti d'arte in prevalenza d'epoca barocca. Sulla porta principale, nella controfacciata, vi è La caduta del fulmine, tela di Ludovico Delli Guanti, che ricorda l'avvenimento del 28 marzo 1779, ritenuto miracoloso perché durante una polemica, sfociata in pesanti ingiurie, scoppiata all'interno della chiesa nel corso di un'assise amministrativa, un fulmine uccise Angelo Candita, uno tra quelli che più avevano usato toni offensivi e ingiuriosi nel luogo sacro.

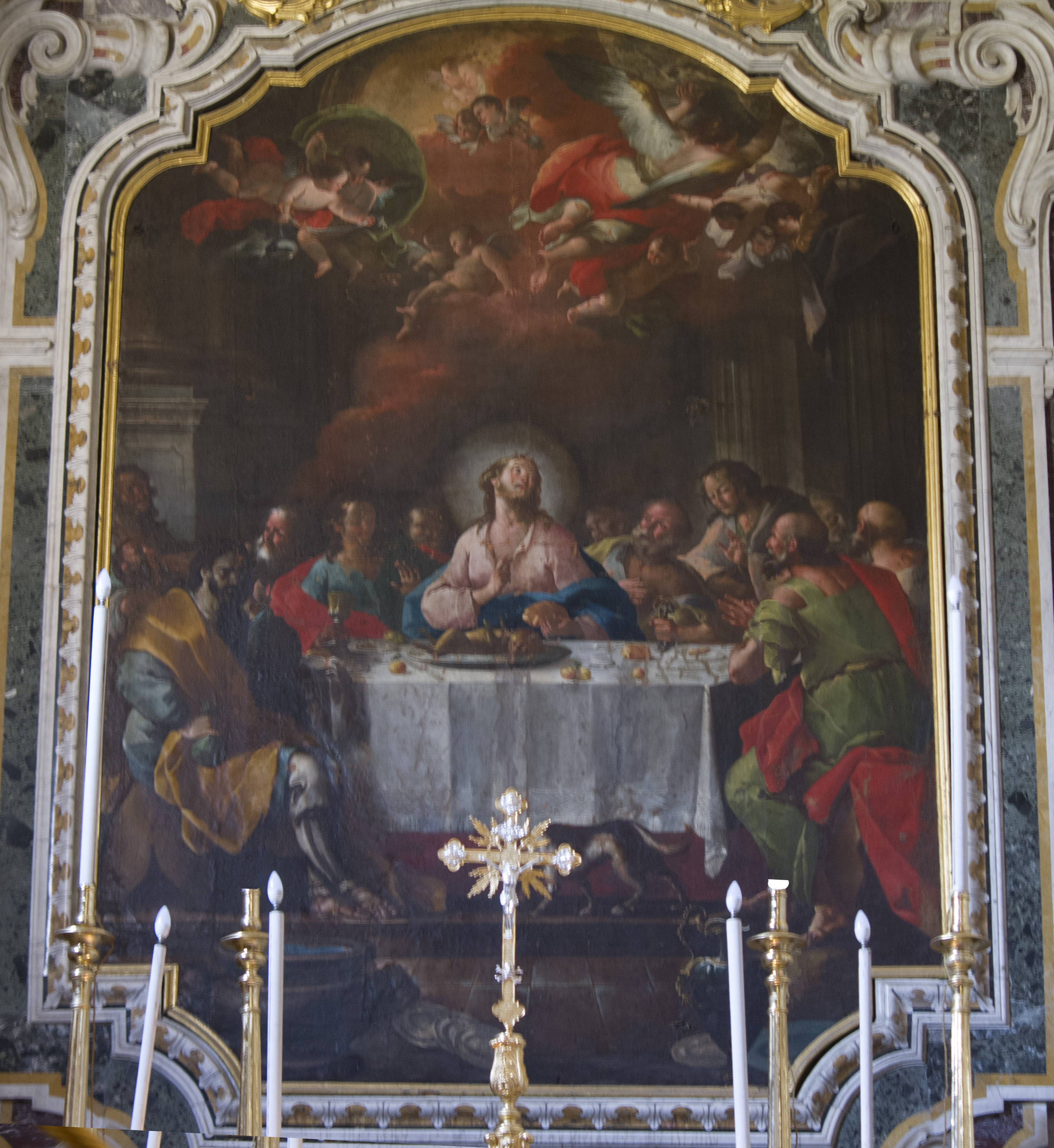
L'Ultima Cena, di Domenico Antonio Carella

Nella cappella di San Giuseppe, sull'altare, vi è la tela delle Anime del Purgatorio e nell'abside quella della Sacra Famiglia, entrambe opere di Domenico Carella. Vi è inoltre una statua in cartapesta, opera di Vincenzo Zingaropoli, raffigurante il santo a cui è stata dedicata la cappella, ed una raffigurante San Lorenzo, quest'ultima veniva portata in processione dal capitolo, la sera del 9 agosto, nella Chiesa rurale di San Lorenzo, oggi ampliata nei dintorni e divenuta Parrocchia di un grandissimo quartiere, che porta proprio il nome del Santo.
Nel transetto, sempre sul lato destro, sull'altare dedicato a San Giovanni, vi è la tela della Vergine Maria con San Giovanni Battista e San Lorenzo martire (anch'essa di Domenico Carella). Superata la zona del transetto, vi sono l'altare e la tela dedicati entrambi a Sant'Anna, in passato appartenente al Castello Imperiale. Prima di accedere a questo altare, si può ammirare una splendida e recente statua di San Pio da Pietrelcina e un armadio contenente una splendida statua dell'Immacolata, opera di Armando Morrone.

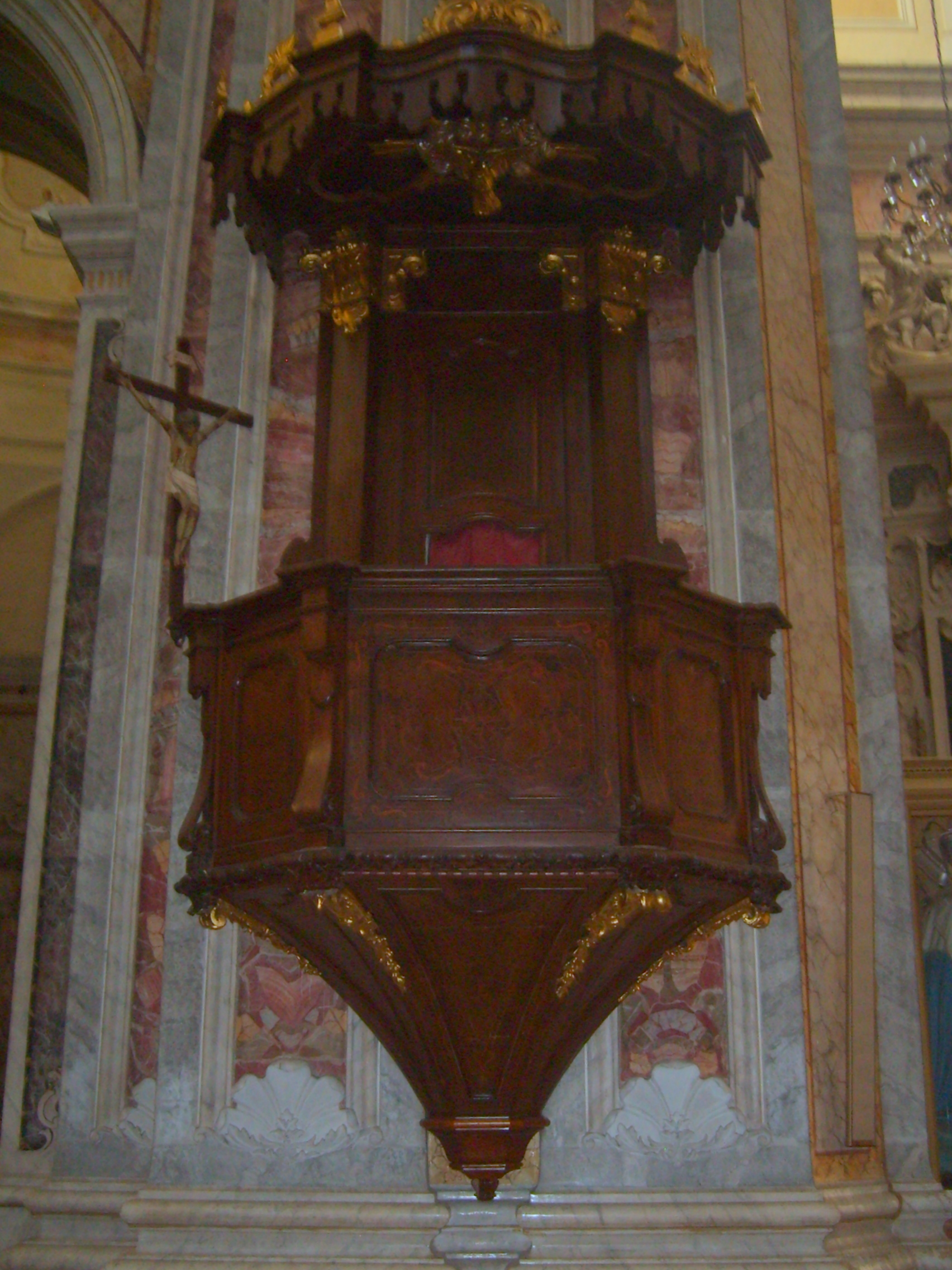
Pulpito

Sulla parete sinistra sono poste le tele raffiguranti il ritrovamento dell'icona bizantina ed il rinverdimento degli ulivi, un altro miracolo avvenuto il 24 gennaio 1458 quando, dopo un'abbondante nevicata che aveva danneggiato irrimediabilmente gli ulivi intorno alla città, la Madonna fece sì che questi rinverdissero e producessero abbondanti olive. Il 24 gennaio infatti, vengono celebrate moltissime Celebrazioni, la cui ultima, la più Solenne, celebrata dal Vescovo Diocesano e concelebrata dal clero cittadino. Sotto questa tela, in una vetrina a muro, è posta la statua in legno della Madonna della Fontana, scultura napoletana.
A sinistra dell'altare vi è un quadro raffigurante la statua in legno della Madonna della Fontana; sulle pareti laterali, inoltre, vi sono due grandi tele del Carella: la Consegna delle chiavi e la Battaglia di Lepanto .
Dietro il presbiterio, in un armadio chiuso si trova una splendida statua in cartapesta della Madonna di Pompei, non visibile durante l'anno purtroppo, ma esposta dal 29 aprile all'8 maggio in occasione della Novena in suo onore e della Festa. 
Il pulpito è interamente in legno riccamente intarsiato e addossato al pilastro; dietro di esso è collocato l'armadio con la statua dell'Immacolata, opera di Armando Morrone.

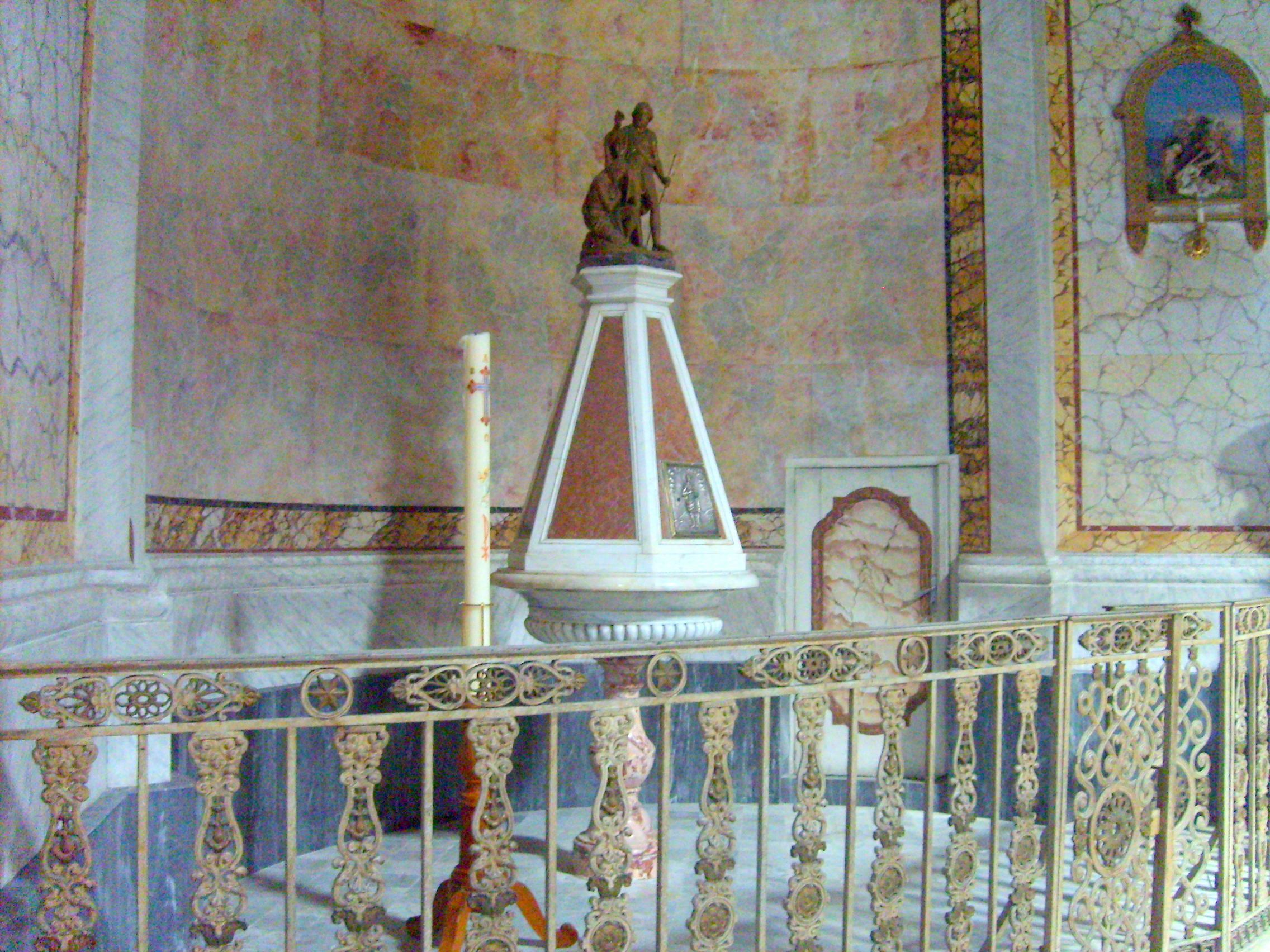
Fonte battesimale

Nel cappellone del Santissimo Sacramento, rispettivamente sulla parete di fondo e su quella di destra, vi sono le tele dell'Ultima cena e Melchisedech, attribuite entrambe al Carella.. Dietro questo altare è collocata la sede della Venerabile Confraternita del SS.mo Sacramento, la più antica della città e della Diocesi.
Nella cappella dell'Addolorata, invece, sull'altare, si trova la tela della Deposizione; in due nicchie che si fronteggiano prima del transetto sono collocate le statue della Desolata, portata in processione la mattina del venerdì Santo di anno dispari, e della Madonna del Rosario, statua su trespolo, molto antica.
Sull'altare del transetto vi è un'altra grande tela, sempre attribuita al Carella, raffigurante Sant'Oronzo e San Carlo. Adiacente a questo altare è collocata, all'interno di un armadio una splendida statua del Sacro Cuore di Gesù.
Prima della cappella di San Rocco, in due armadi, vi sono le statue in cartapesta di San Gioacchino e di San Rocco, quest'ultima opera del celebre Pietro Paolo Pinca, e sull'altare a muro della cappella è posta la tela raffigurante San Rocco; nell'abside che prolunga la cappella vi è il fonte battesimale in marmo, risalente al 1867 e una splendida statua in legno del Cristo Crocifisso, donata recentemente da uno scultore francavillese, risalente al 1867.

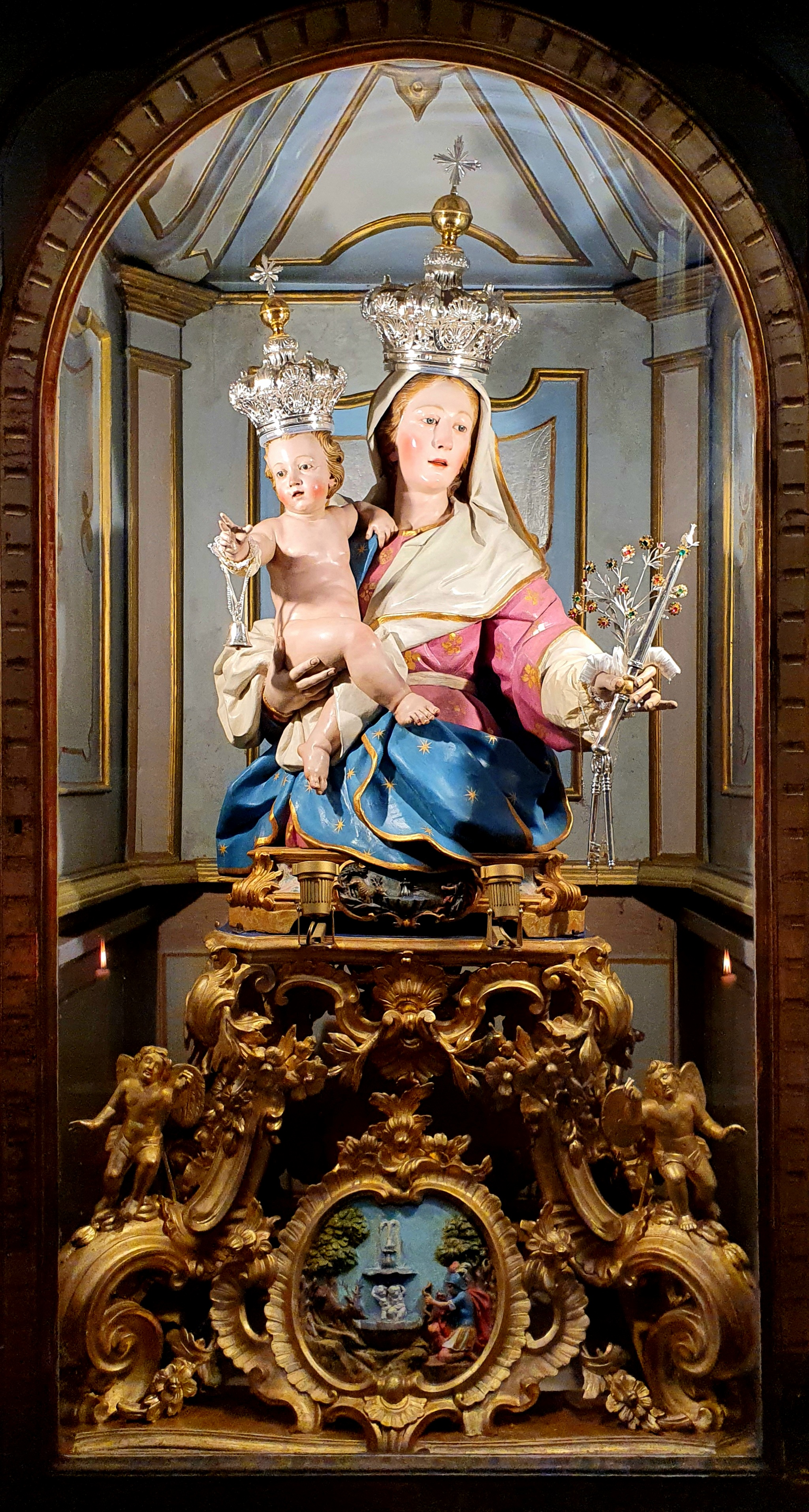
Simulacro ligneo della Madonna della Fontana col Bambino (sec. XVIII)

Di fattura rinascimentale è invece la corona della Madonna della Fontana, elaborata da un orafo locale e datata al 1529, conservata in Basilica, e non visibile. Viene donata dal sindaco durante le Celebrazioni Solenni del 24 gennaio e del 14 settembre 
, celebrazioni della Madonna della Fontana.
Camminando lungo la navata centrale, sul pavimento si trova il simbolo della Basilica, benedetto il 24 gennaio 2019, durante il Pontificale della Festa della Madonna della Fontana. A sinistra, sempre sulla navata centrale, prima di accedere al presbiterio, è collocata in una nicchia rialzata la statua della Madonna della Pace.

## La parrocchia
Con 5.200 abitanti la parrocchia della Madonna del Santissimo Rosario è la terza più grande nel territorio francavillese. Dalla sua fondazione, per secoli, è stata l'unica chiesa parrocchiale (a parte la filiale di Sant'Eligio). Tutte le altre parrocchie cittadine sono state istituite nel XX secolo.

## Festività in basilica
- Dal 9 al 23 gennaio si svolge la Quindicina alla Madonna della Fontana, patrona della città. In questi 15 giorni le varie comunità religiose e parrocchiali della città compiono un pellegrinaggio alla Santa Patrona, che viene festeggiata Solennemente il 24 gennaio, con varie celebrazioni mattutine e una serale, quest'ultima presieduta dal Vescovo Diocesano e dai sacerdoti della città.
- Nei tre giorni che precedono il mercoledì delle Sacre Ceneri, la Confraternita del SS. Sacramento organizza le Quarantore, tre giorni di preghiera prolungata davanti al Santissimo Sacramento. Caratteristico è l'ultimo giorno delle Quarantore, quando il SS.mo Sacramento viene portato in processione nella Basilica, sotto "un ombrellone" che prende il nome di palio.
- Quaresima, con vari momenti di preghiera, Via Crucis, Adorazione della Croce, Triduo Pasquale e Santo giorno di Pasqua. La mattina del venerdì Santo di anno dispari, l'immagine della Desolata, opera in cartapesta del Guacci, viene portata in processione lungo le vie della città.
- Dal 29 aprile al 7 maggio si svolge la Novena alla Madonna del Rosario di Pompei. L'8 maggio si svolge la processione con l'immagine della Madonna del Rosario di Pompei per le vie della città. L'immagine viene collocata su un carro, arricchito di fiori, spinto dai confratelli del SS.mo Sacramento.
- La domenica del Corpus Domini, la Confraternita del SS. Sacramento organizza la processione del Corpus Domini, a cui partecipano gruppi associativi e Confraternite della città.
- Ogni terza domenica del mese si tiene nel pomeriggio il Santo Rosario, meditando tutti i misteri. Questo Santo Rosario prende il nome di "Ora di Guardia".
- Dal 30 agosto al 13 settembre si svolge la Solenne Quindicina alla Madonna della Fontana; dal 5 al 13 settembre ha luogo la Novena alla Madonna della Fontana. Le nove serate vengono predicate da diversi sacerdoti. Il 14 settembre hanno luogo varie Celebrazioni della Santa Messa, alle 10:00 un Solenne Pontificale presieduto dal Vescovo della Diocesi di Oria. Nel pomeriggio ha luogo la processione della Madonna della Fontana, portata a spalle dai confratelli del SS.mo Sacramento e partecipata da tutte le confraternite della città e dai gruppi associati alla parrocchia.
- Il 23 settembre, il gruppo di preghiera "Padre Pio" festeggia il proprio Santo Titolare, il quale viene esposto su un trono.
- Dal 30 settembre al 6 ottobre ha luogo il Settenario alla Madonna del Rosario, concludendosi con Solenne Celebrazione nella serata del 7 ottobre.
- Dal 16 al 24 dicembre, alle ore 6:00, si svolge la Novena al Santo Natale. In quei giorni ha inizio l'allestimento della Natività sull'altare maggiore.